# Ingenio (Spagna)
Ingenio è un comune spagnolo di 29 978 abitanti situato nella comunità autonoma delle Canarie.

## Demografia
| Anno | Popolazione |
| ---- | ----------- |
| 1991 | 21 807      |
| 1996 | 24 394      |
| 2001 | 24 439      |
| 2002 | 25 681      |
| 2003 | 26 433      |
| 2004 | 26 857      |
| 2013 | 29 978      |